# Bøgelunde
Bøgelunde er en lille landsby, beliggende 9 km øst for Skælskør, i Sønder Bjerge Sogn, indtil 2007 i Skælskør Kommune og efter 2007 i Slagelse Kommune.